# ムカシヤンマ
ムカシヤンマ（昔蜻蜒、Tanypteryx pryeri）は、トンボ目トンボ亜目ムカシヤンマ科に属する日本固有種のトンボである。

## 生態

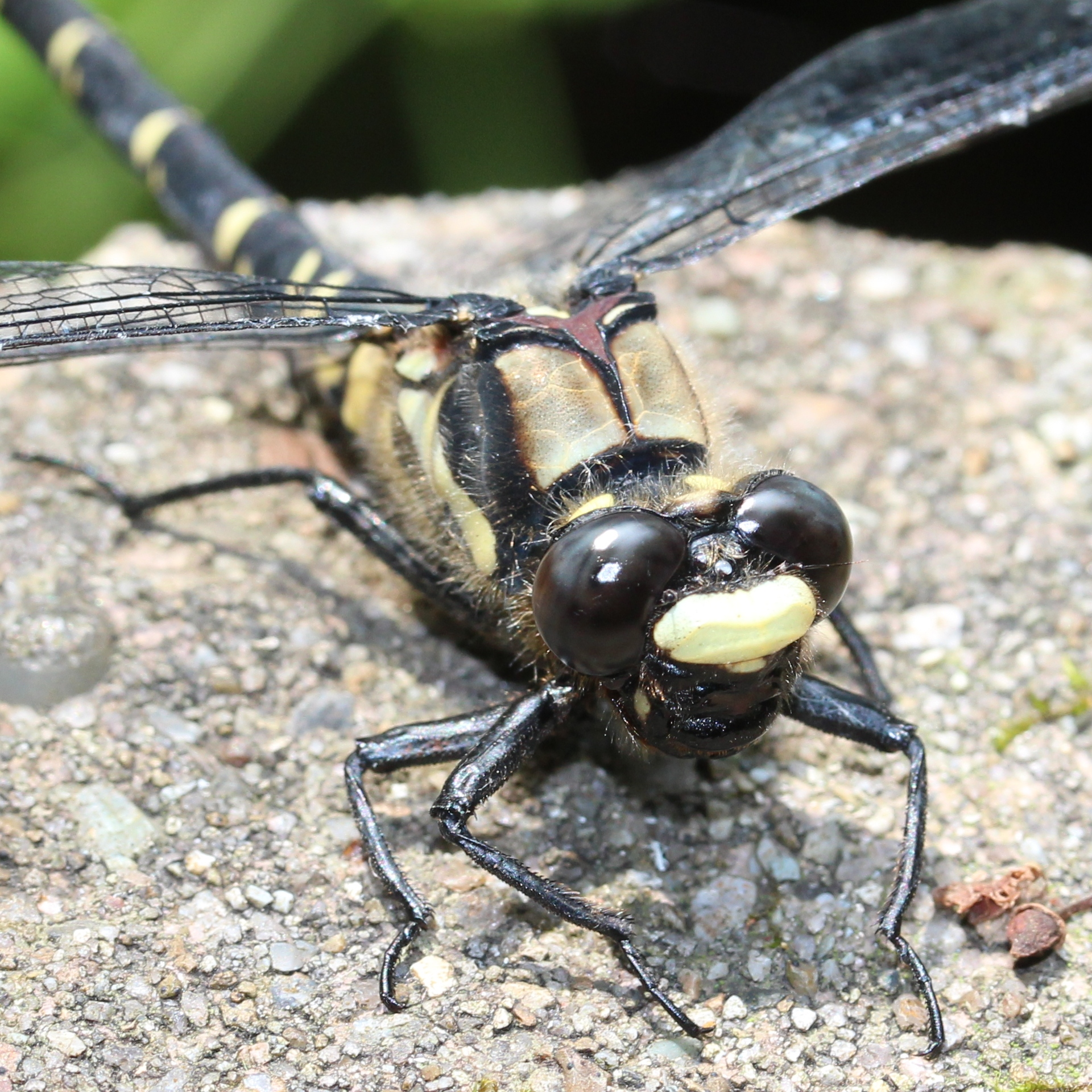
ムカシヤンマの顔

本種は名前が示すとおりムカシトンボと同じく、原始的な特性を持つ種で、他のトンボと違い、メス成虫は生殖弁ではなく産卵管を持っている。
ヤンマという名が付くように、ムカシトンボよりも大型でがっちりしており、体長が80 mmに達する。一見するとオニヤンマや大きなサナエトンボのようにも見えるが、オニヤンマとは複眼の色が違い、サナエトンボのように複眼が離れており、止まり方も木の幹にセミのように、翅を広げたまま張り付いた格好で止まる事が多い。
成虫は主に、4-8月にかけて発生するが、幼虫（ヤゴ）の生態と生息環境は一般的なヤゴのそれとは大きく異なり、谷の崖などに水がしたたり落ち、ゼニゴケなどのコケ類が一面に茂っているような環境を好む。低水温で、きれいな水質に住むが、幼虫は水に入ることはほとんどなく、湿ったコケの中にトンネルを掘って住み、半水生の生活をする。成虫になるのに約3年かかるといわれ、これはムカシトンボに次ぐ長期間の幼虫期である。

## 種類と分布
日本固有種のムカシヤンマの生息分布はムカシトンボの分布より狭く、日本では東北以南の本州と九州に分布しているが、四国には生息していない。
ムカシトンボと同じく、開発による悪影響が心配される種で、本種も指標昆虫とされているケースもある。

## ムカシヤンマ科
世界に10種ほどが知られ、最大種のオーストラリア産のテイオウムカシヤンマ（Petalura ingentissima）は、体長150 mm、翼長も180 mmというサイズになり、これはムカシヤンマ類のみならず、ハビロイトトンボと並ぶ現生のトンボ類の最大種であり、トンボ亜目（不均翅亜目）の中でも最大の種である。

## 種の保全状況評価
日本の以下の都道府県でレッドリストの指定を受けている。
- 絶滅危惧種（EN） - 長崎県
- 危急種（VU） - 宮城県、群馬県、神奈川県、兵庫県、熊本県
- 準絶滅危惧（NT） - 岩手県、栃木県、埼玉県、三重県、京都府、大阪府、島根県、広島県、佐賀県、宮崎県、鹿児島県
- その他 - 東京都、山梨県、鳥取県、岡山県